# Рожден ден
Рожден ден се нарича годишнина (при всяка изминала година) от раждането на хора или животни, както и от създаването или учредяването на паметници, сгради, организации и др. Рожденият ден се празнува по различен начин в различните култури, обикновено с организиране на празненство, подаряване на подаръци, угощаване със сладкиши, торта и др. В някои култури съществува традиция, при която рожденикът духа свещи, поставени върху тортата, при което рожденикът си пожелава, което да му се сбъдне.
В България рожденикът черпи близките и приятелите си, а рождените дни често се празнуват със специален акцент върху семейството и общността. Обичайно рожденикът организира събиране в дома си или на любимо място, като кани близки роднини и приятели да се присъединят към празненството. 
Традиционни български ястия като баница (сладкиш с пълнеж от сирене или други съставки) и шопска салата (свежа салата от домати, краставици, чушки, лук и сирене-фета) често се сервират заедно с домашно приготвени десерти като баклава или сладкиши, напоени с мед. Уникална българска традиция за рожден ден е рожденикът да дърпа ушите на всеки гост, когато пристига, което символизира пожелания за здраве и щастие през следващата година. Освен това е обичайно гостите да носят подаръци, цветя или малки знаци на признателност за домакина. По време на празника гостите водят оживени разговори, смеят се и разказват истории, създавайки скъпи спомени, които укрепват връзките на родство и приятелство.

### В Япония
Рожденият ден има културно значение, като някои възрасти се смятат за особено благоприятни. „Денят на пълнолетието“ (Seijin no Hi) отбелязва навършването на 20-годишна възраст, като отбелязва прехода към зрелостта. Семействата често отбелязват рождените си дни със специални традиции, като например изяждане на купа с дълги юфка за дълголетие или специално ястие от суши и сашими. Освен това японската традиция Oseibo включва подаряване на подаръци в израз на благодарност и добри пожелания, което превръща рождените дни във време както за празнуване, така и за размисъл върху личното израстване и постижения. В Япония Рожденият ден на императора е национален празник.

### В Мексико
Рожденият ден се празнува с оживени фиести, изпълнени с музика, танци и вкусна храна. Една от популярните традиции е чупенето на пиняти – цветни фигурки от хартия, пълни с бонбони и лакомства. Приятелите и семейството се събират, за да се редуват да удрят пинятата с пръчка със завързани очи, което символизира преодоляването на препятствия и постигането на успех. Друг местен обичай е серената, при който близките изненадват празнуващия рождения ден с музикално изпълнение пред дома му. Мариачи (по принцип - изпълнители на сватбени и любовни песни/сватбари) или други музиканти свирят жизнерадостни мелодии, а приятелите и семейството се присъединяват към пеенето, създавайки празнична атмосфера, която улавя духа на радост и приятелство.

### В САЩ
В САЩ обичаят е рожденикът да бъде черпен от гостите. Традиционно се изпълнява и песента „Happy Birthday To You“ ("Честит рожден ден на теб"), в която името на рожденика се включва в текста.